# Guilhem de Montanhagòl
Guilhem de Montanhagòl (fl. 1233 - 1258) fou un trobador occità.
Originari de Tolosa de Llenguadoc, hi fou protegit del comte Ramon VII de Tolosa i de Jaume I d'Aragó; només es va moure de la vila Tolosa per a fer una petita estada a Castella. Empra la invectiva política per a defensar els valors cortesans que fonamentaven l'exercici del trobar dels atacs dels frares dominics, tot i que no defensa els heretges càtars i lloa la tasca de la inquisició, tot defensant la puresa amorosa fins al límit de la castedat.
Entre els principals poemes que va compondre, podem destacar Del tot vey remaner valor, A Lunel lutz una luna luzens, Senh'En Sordel, mandamen, Bel m'es quan d'armatz aug refrim i altres.

## Obra
- A Lunel lutz una luna luzens
- Ar ab lo coinde pascor
- Del tot vey remaner valor
- Bel m'es quan d'armatz aug refrim
- Ges, per malvastat qu'er veya
- Leu chansoneta m'er a far
- No sap per que va son joy pus tarzan
- Non an tan dig li primier trobador
- Non estarai, per ome qe-m casti
- Nulhs hom no val ni deu esser prezatz
- On mais a hom de valensa
- Per lo mon fan li un dels autres rancura
- Qui vol esser agradans e plazens
- Senh'En Sordel, mandamen

### Edició
- Ricketts, Peter, Les poésies de Guilhem de Montanhagol, troubadour provençal du XIIIe siècle. Toronto: Pontifical Institute of Mediaeval Studies, 1964

### Repertoris
- Guido Favati (editor), Le biografie trovadoriche, testi provenzali dei secc. XIII e XIV, Bologna, Palmaverde, 1961, pàg. 335
- Martí de Riquer, Vidas y retratos de trovadores. Textos y miniaturas del siglo XIII, Barcelona, Círculo de Lectores, 1995 p. 281-283 [Reproducció de la vida, amb traducció a l'espanyol, i miniatures dels cançoners A, I i K]